# Centaurea rechingeri
Centaurea rechingeri — вид квіткових рослин родини айстрових (Asteraceae). Ендемік Греції (Споради, Скірос, Самос).

## Середовище
Населяє ущелини крутих вапнякових скель, зазвичай біля моря.

## Морфологічна характеристика
Квітки пурпурові. Багаторічна рослина з напівздерев'янілою основою і щільним білуватим покривом.